# Бронедрезина

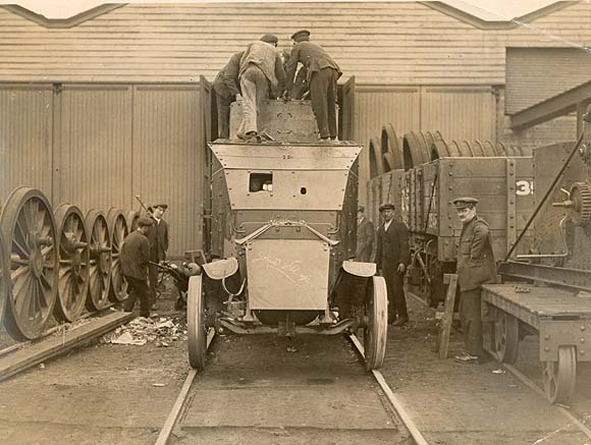
Один из около 50-ти бронеавтомобилей «Lancia», переоборудованных в 1921 — 1923 годах на железнодорожном заводе в Инчикоре для использования на железных дорогах Инженерным корпусом (Ирландия).

Бронева́я дрези́на (Бронедрези́на, БД ), Автоброневая дрезина — специальная железнодорожная боевая машина, броневая (бронированная) моторная дрезина (мотодрезина или автодрезина), и броневой автомобиль с переделанным для движения по рельсовому пути колёсным ходом и выключенным рулевым управлением. 
Броневые и автоброневые дрезины предназначались для разведки, вдоль и охранения вдоль железно-дорожного пути, охраны тыла броневого поезда, несения охранной службы на стратегически важных участках железно-дорожного пути, особенно в операциях малой войны, а также для ближнего огневого боя, вместо броневого поезда (и для самостоятельных боевых задач). Броневые дрезины широко применялись многими странами на железных дорогах в первой половине XX веке, впоследствии употребляясь меньше. Автоброневые дрезины придавались броневым поездам или действовали самостоятельно.

## Состав
Экипаж бронедрезины, как правило, от 3 — 7 (русские и советские бронедрезины Первой мировой и Гражданской войн) до 9 (советская бронедрезина тяжелая БДТ) человек. Вооружение — пулемётное и/или пулемётно-пушечное в броне корпуса и/или в одной или, реже, в двух башнях; помимо этого, машины оснащали средствами связи (некоторые в том числе и радиостанцией), пожаротушения и жизнеобеспечения.

## Классификация
В вооружённых силах различных государств имелись различные классификации бронедрезин.
В России и СССР, в зависимости от состава вооружения или назначения, броневые дрезины классифицировались, как лёгкие и тяжёлые.

## Россия

### Российская Империя

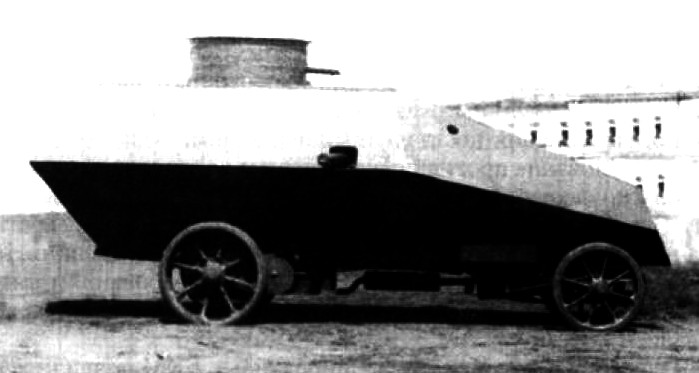
Бронедрезина «Бенц». 1912 год.

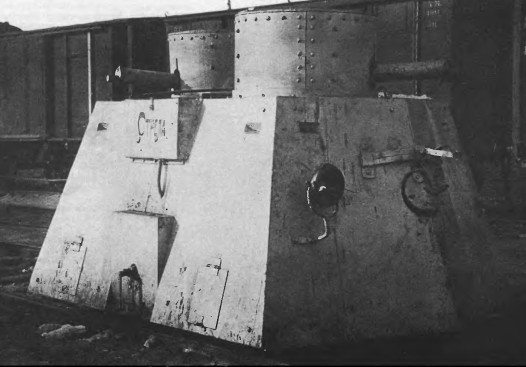
Бронедрезина «Стрела», произведённая в 1916 году. 1920 год.

В России ещё до Первой мировой войны возникла идея приспособить бронеавтомобиль для движения по рельсам в качестве автоброневой дрезины. Так, для защиты от хунхузов (бандитов), по заказу Амурской железной дороги, в российском отделении немецкой фирмы «Benz» в 1911−1912 годах разработана и построена бронедрезина, представлявшая собой пулемётный бронеавтомобиль с возможностью использования его в качестве броневой дрезины. В литературе эта бронедрезина упоминается, как «Блиндированный автобус „Бенц“», «Бронированный автобус Бенц» или бронедрезина «Benz-Gaggenau». Отличительная особенность этого бронеавтомобиля-дрезины — широкое применение рационального размещения под большими углами наклона броневых листов.
С началом Первой мировой войны идея применения бронедрезин в русской армии получила новый импульс. Моторные бронедрезины стали создаваться железнодорожными войсками:

«…Значительный вес поезда ставит его во всецелую зависимость от состояния рельсового пути в тылу поезда, и в то же время бронепоезд представляет собою удобную цель для неприятельского орудийного огня…

… Указанные выше недостатки бронепоезда, необходимо связанные с самой сущностью его, не могут быть устранены и были побудительной причиной к созданию нового типа легкой и подвижной механической единицы — моторной бронированной пулемётной дрезины типа 12-го железнодорожного батальона, проект таковой дрезины вместе с пояснительной запиской и проектом инструкции при сем представляется…».— Выдержка из письма, отправленного в ноябре 1915 года
на имя руководства военно-дорожного отдела Управления военных сообщений
командиром 12-го железнодорожного батальона полковником Фуриным.

### Советский Союз

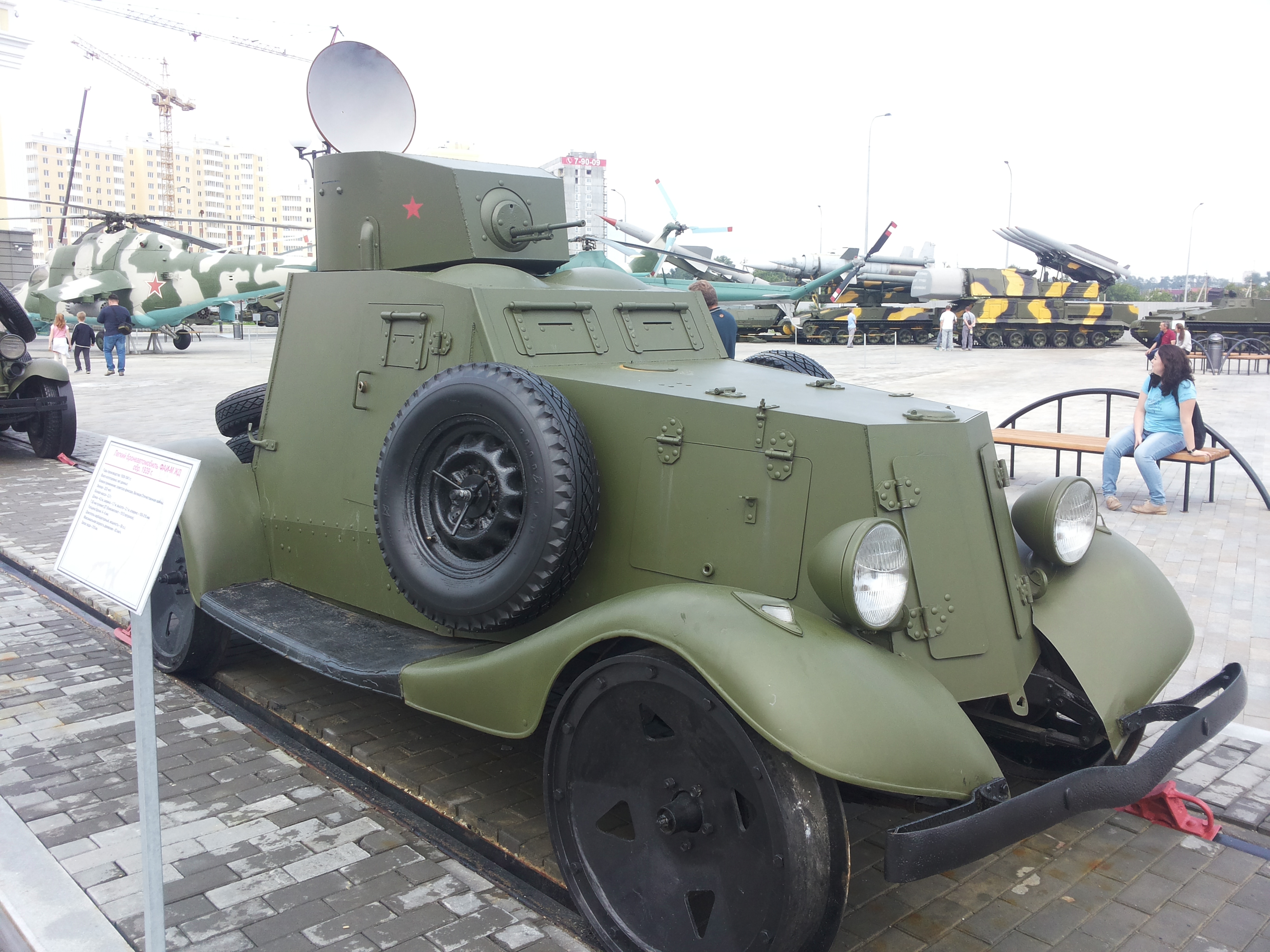
Бронеавтомобиль-дрезина ФАИ-Мжд, музей военной техники УГМК

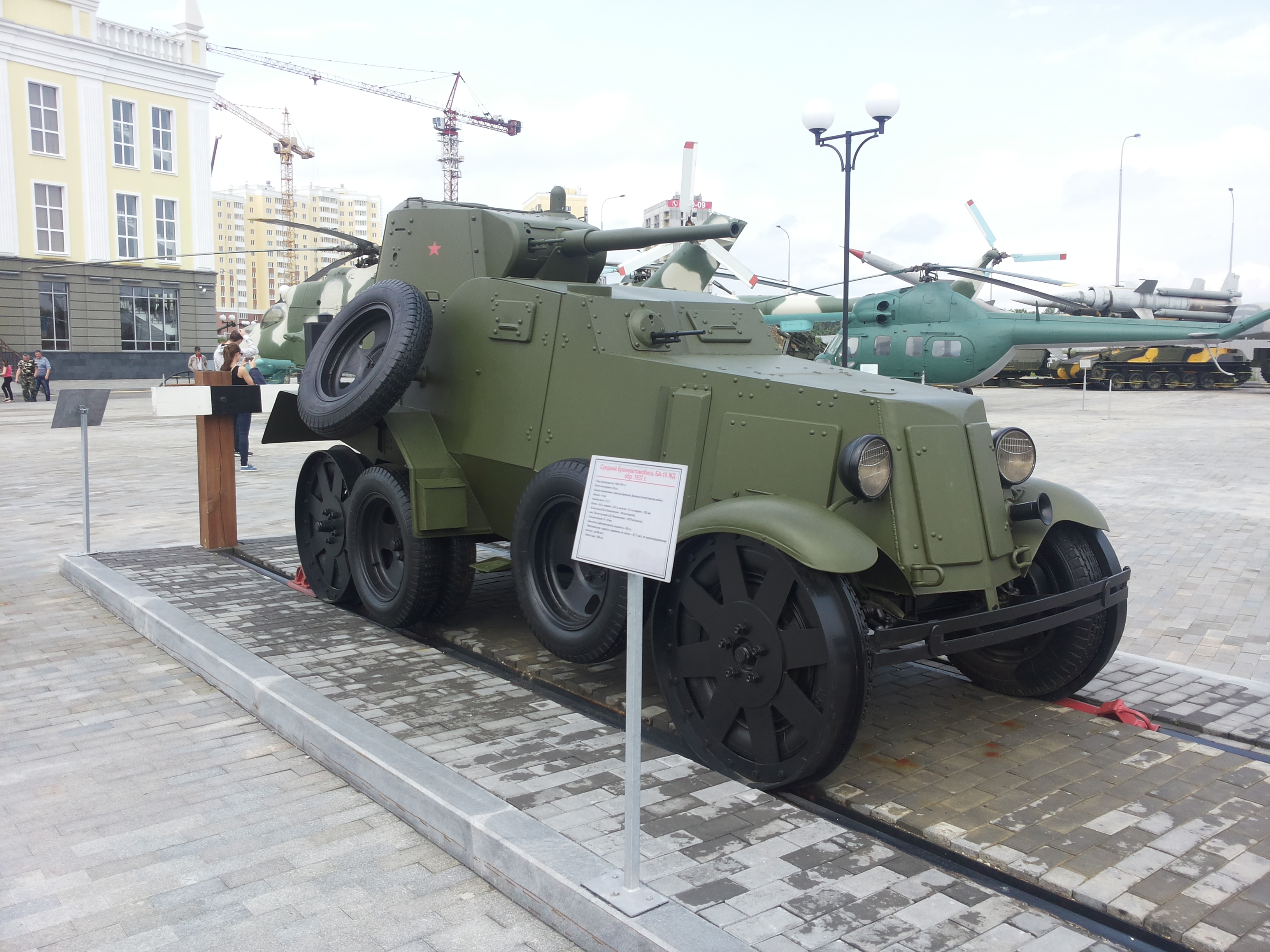
Бронеавтомобиль-дрезина БА-10жд, музей военной техники УГМК

Впоследствии бронедрезины получили широкое распространение, и вооружённые ими подразделения входили в отдельные бронепоезда, дивизионы бронепоездов и в единственный батальон бронедрезин броневых сил → автобронетанковых войск → бронетанковых и механизированных войск Красной Армии Советской России и СССР.
В межвоенный период, в связи с увеличившимися возможностями оборонной промышленности, в СССР начали проектирование и изготовление современных бронедрезин для автобронетанковых войск РККА.
В опытно-конструкторском и испытательном бюро Дыренкова в августе 1931 года началась разработка и в 1932 году изготовление бронедрезины Д-37 .
В 1933 году Совет Труда и Обороны принял постановление, в котором, помимо мотоброневагонов, был утверждён такой тип железнодорожных боевых машин, как разведывательные дрезины.
К 1934 году в СССР оборонным производством разработаны и приняты на вооружение четыре типа бронедрезин:
- бронедрезина Д-37 (одна),
- бронедрезина тяжёлая (БДТ) (пять),
- дрезина-транспортер (ДТР) (пять),
- дрезина штабная (ДШ) (одна).

В автобронетанковых (БТ и МВ) войсках Красной Армии, помимо вышеперечисленных, имелись бронеавтомобили-дрезины — доработанные бронеавтомобили (стандартные бронемашины, но на железнодорожном ходу), следующих моделей:
- БАД-1 (один);
- БАД-2 (один);
- ФАИжд (девять);
- БА-20жд (61) и БА-20Мжд (74), имевшие демультипликатор — реверс-редуктор для движения в обоих направлениях почти с одинаковыми скоростями, скорость по железной дороге до 90 км/ч, запас хода — 430—540 км. Масса БА-20 в железнодорожном варианте возросла до 2,78 тонн;
- БА-64жд, БА-3жд, БА-6жд, БА-10жд (более 66).[20]

К осени 1940 года, автобронетанковые войска РККА, согласно приказу НКО СССР № 0283 от 24 октября 1940 года, в результате организационно-штатных преобразований в вооружённых силах СССР (ВС СССР), имели отдельный батальон бронедрезин (имел 4 БДТ, 1 ДШ, 9 бронеавтомобилей-дрезин ФАИжд и 22 БА-6жд), 9 отдельных дивизионов бронепоездов (кроме бронепоездов имели по 4-14 бронеавтомобилей-дрезин БА-20жд, БА-6 и БА-10жд) и 17 отдельных бронепоездов (кроме бронепоезда имели до 3 бронеавтомобилей-дрезин БА-20жд и БА-6жд).
На вооружении автобронетанковых войск РККА состояли модели бронедрезин:
- бронедрезина тяжёлая БДТ с башней Т-26 (пять);
- бронедрезина-транспортёр ДТР (пять);
- бронедрезина штабная ДШ (одна);
- бронедрезина Д-37 (одна);
- Ленинградская бронедрезина (одна).

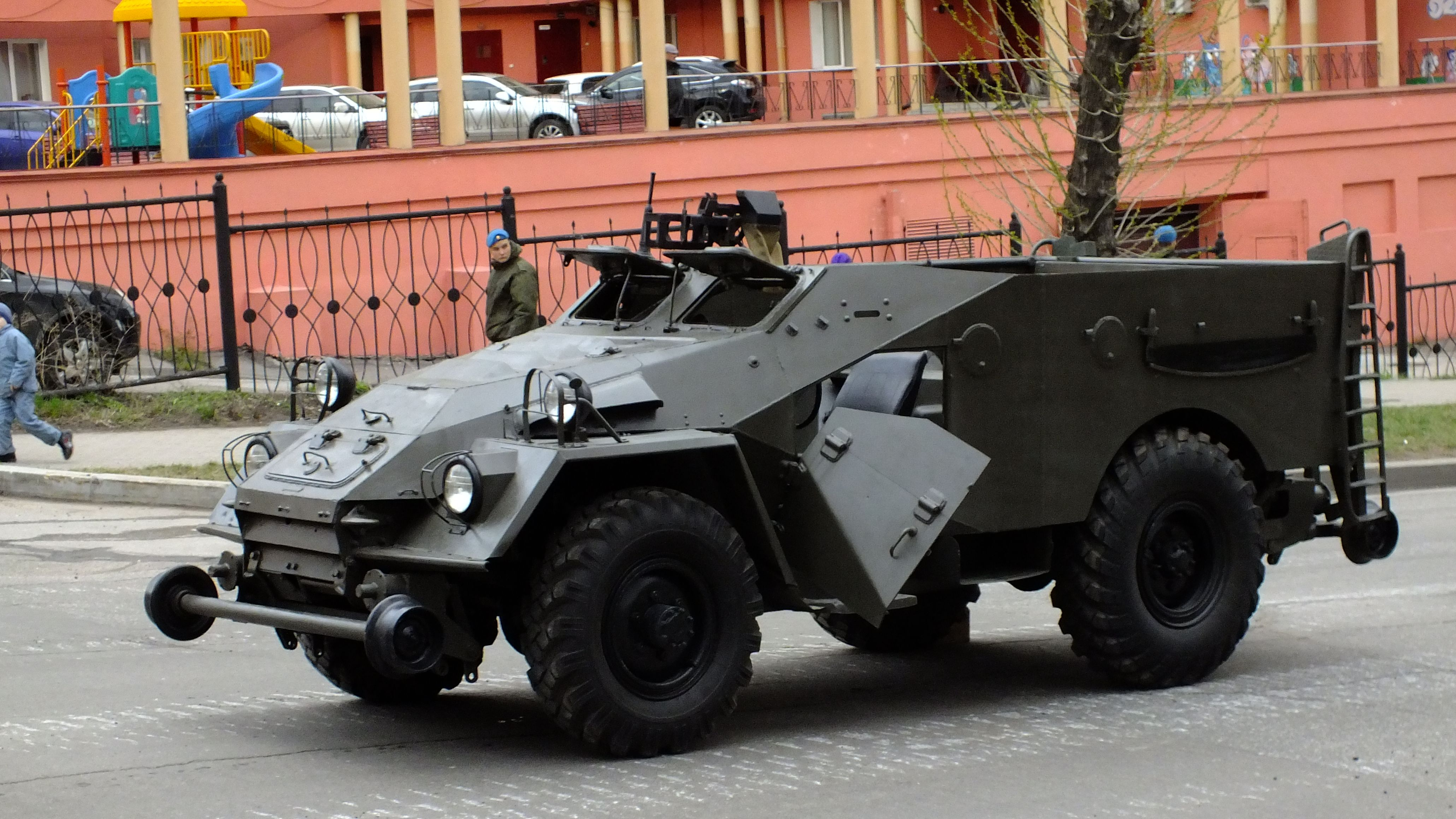
Железнодорожный БТР-40 на параде Победы 9 мая 2015 года, Хабаровск.

В послевоенный период в железнодорожных войсках ВС СССР на вооружении, для использования в качестве бронедрезин, состояли бронетранспортёры-дрезины БТР-40жд, оборудованные приспособлениями для движения по рельсам — комплектами стальных колёс с внутренними ребордами, которые крепились на бронекорпус через откидывавшиеся рычаги с пружинными амортизаторами. Движение БТРов-дрезин по рельсам обеспечивалось основными колёсами, а боковая устойчивость — ребордами катков. Время для перевода на движение по рельсам или обратно, 3−5 минут, в зависимости от выучки экипажа боевой машины.

### Российская Федерация
В железнодорожных войсках ВС России на вооружении для использования в качестве бронедрезин также состоят бронеавтомобили «Урал» с приспособлениями для движения по железнодорожному пути.

## В других странах

### Чехословакия

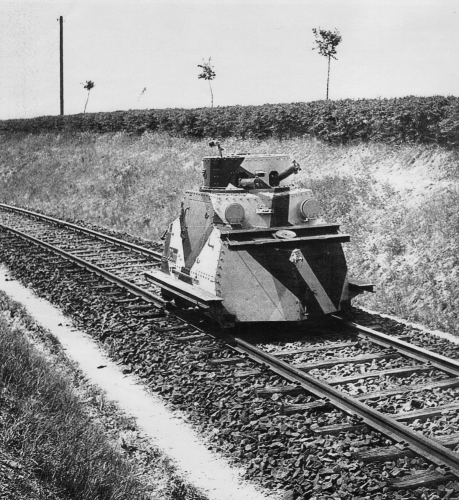
Бронедрезина Tатра T18 в чехословацкой армии, 1926 год.

В межвоенный период Чехословакия производила свою бронедрезину Tатра T18. На её двухосной раме платформа из дубовых досок толщиной 40 мм с четырёхтактным двухцилиндровым бензиновым двигателем воздушного охлаждения «Татра» Т11 мощностью 12 л. с. В трансмиссии коробка переключения передач, обеспечивавшая две скорости вперед и одну назад, с передачей мощности через цепной привод. Ведущая задняя ось. Бронедрезина могла управляться с переднего или заднего постов; для этого два водительских места. Органы управления напоминали современные автомобили с двумя педалями: скорости и торможения.
Предполагалась модернизация машин — снабжение новыми двигателями «Татра» N14/52 мощностью 26 л. с. при увеличении длины корпуса до 3800 мм, установка двух пушек в передней части и в корме. Но такой проект по неизвестным причинам не осуществлён.

### Польша
В 1926 году Польша заказала в Чехословакии 12 бронедрезин. В Польше бронедрезины Т18 называли «Zuk» («Жук») из-за их небольших габаритов. Всего чехи поставили 12 бронедрезин Т18, тут же направленных на комплектование дивизионов на границе с Венгрией и Западной Украиной.
Имеются сведения, что бронедрезины участвовали в боях с вермахтом в сентябре 1939 года, часть из них захвачена немцами и передана железнодорожным частям.
В 1925-26 годах Польша приобрела в Чехословакии 12 лёгких бронедрезин Tatra T18 «Zuk», которые, наряду с бронедрезинами на базе танкеток TK-R и комбинированными составами TK-R-TK (две бронедрезины на базе танкетки TKS и одна R на базе танка FT-17 на железнодорожных платформах с приводом от танковых двигателей), применялись в сентябре 1939 года в начале Второй мировой войны и почти все уничтожены или захвачены Третьим Рейхом и РККА.

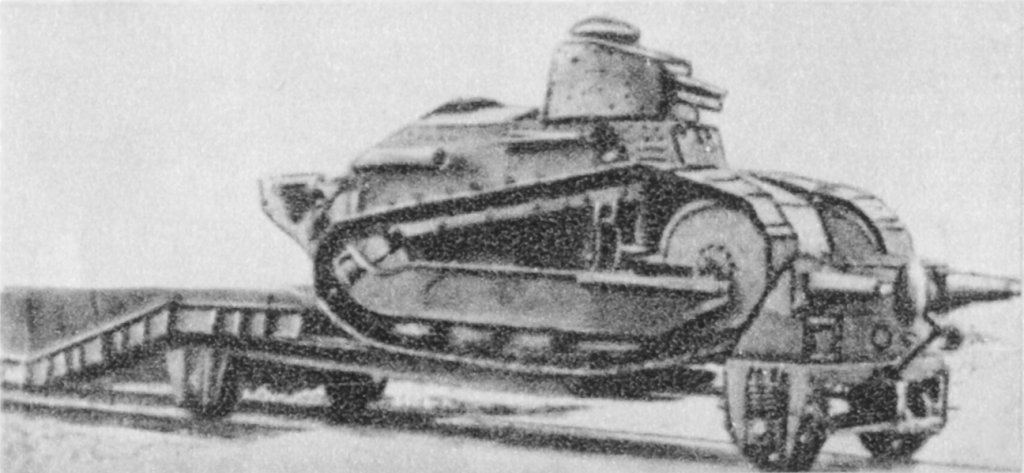
Польская бронедрезина типа «R» с танком «Renault FT-17». 1930-е годы.
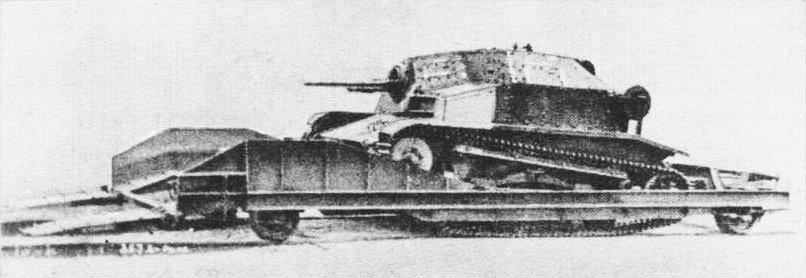
Польская бронедрезина — танкетка «TKS» в направляющей раме, установленной на железнодорожные катки, не позволяющей танкетке сваливаться с рельсов. 1930-е годы.

### Япония
В 1933-45 годах в Японии применялись бронеавтомобили-дрезины Сумида М.2593. и бронедрезины — гусеничные бронетранспортеры Со-Ки.

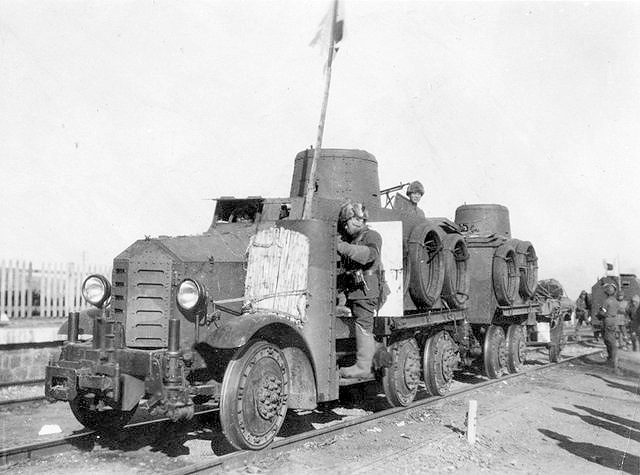
Сцепка из двух Сумида М.2593. Япония. 1933 год.
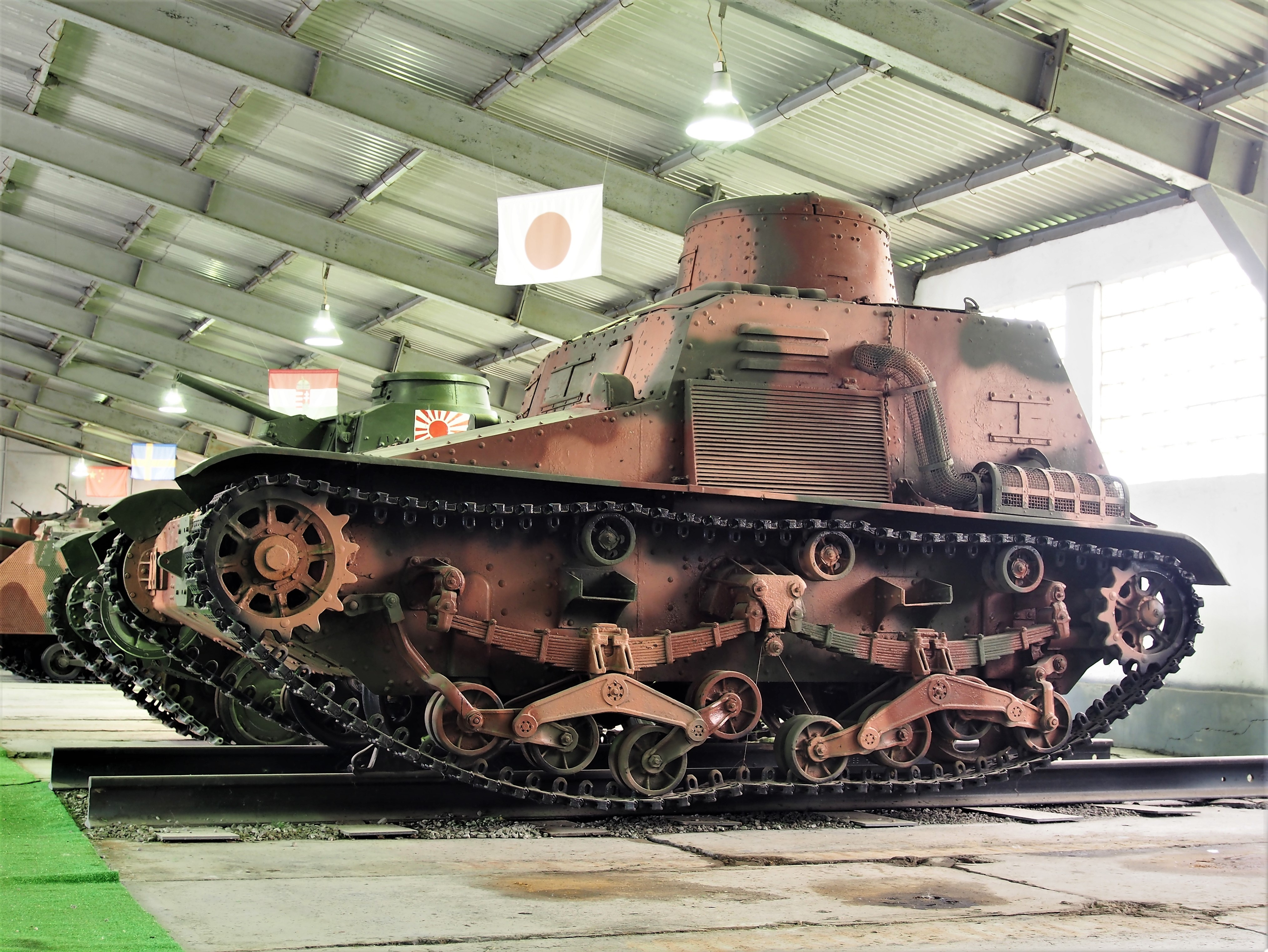
Со-Ки в Бронетанковом музее в Кубинке.

### Германия

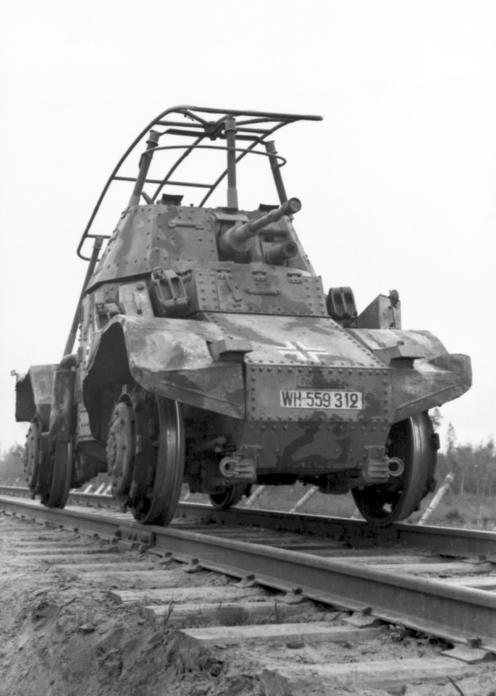
Бронеавтомобиль французского производства Pz.Spah.204(f) — «Panhard 178» в модификации бронедрезины в вермахте, Восточный фронт. 1942 год.

В 1940-45 годах в вооружённых силах Третьего Рейха применялись 43 бронедрезины Pz.Spah.204(f) на базе трофейных французских бронеавтомобилей Panhard 178.

### Италия
Ansaldo Libli (16 единиц) (Libli сокращение от итальянского Littorino Blindato или бронедрезина) — железнодорожная бронедрезина (самоходный броневагон) итальянского производства времён Второй Мировой войны. Применялись итальянскими и германскими войсками в оккупированной Югославии, для защиты железнодорожной сети от партизан.

### ЮАР
Незадолго до падения апартеида в ЮАР для нужд полиции была создана современная бронедрезина — железнодорожный аналог бронемашин с повышенной миноустойчивостью.